# Lou Amundson

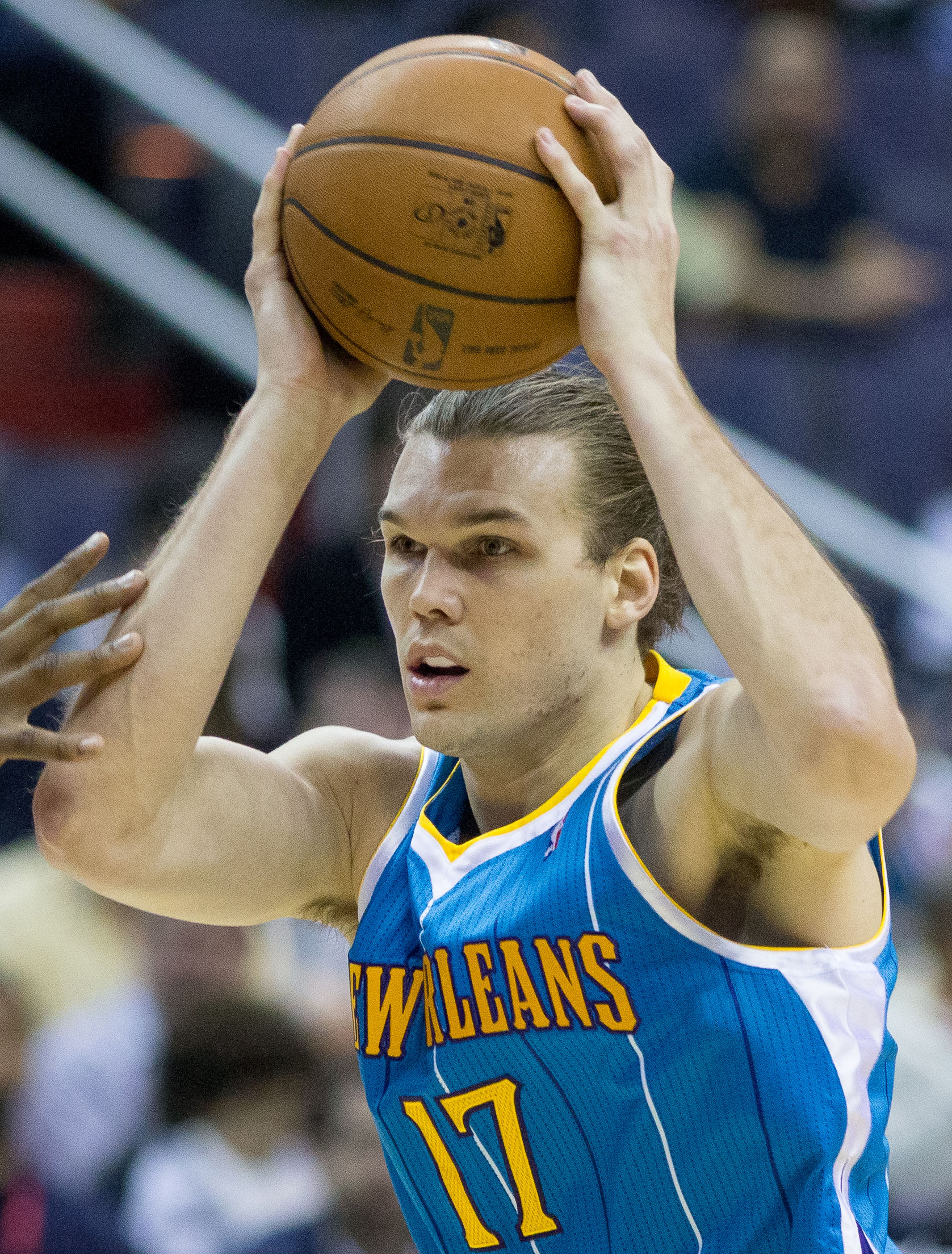
Lou Amundson

Louis Gabriel "Lou" Amundson, född 7 december 1982 i Ventura, Colorado, är en amerikansk basketspelare som spelar för New York Knicks i NBA. Han har tidigare spelat för bland annat Los Angeles Clippers, New Orleans Pelicans och Chicago Bulls i NBA-ligan. Amundson har svenskt påbrå igenom sin svenska far och har bott i Stockholm. 
Amundson har visat intresse för att spela i svenska landslaget i basket men har misslyckats med att få sin begäran för svenskt medborgarskap godkänd.